# David Wiman
David Lepold Wiman (Göteborg, 6 d'agost de 1884 – Hovås, Göteborg, 6 d'octubre de 1950) va ser un gimnasta artístic suec que va competir a començaments del segle xx.
El 1912 va prendre part en els Jocs Olímpics d'Estocolm, on va guanyar la medalla d'or en el concurs per equips, sistema suec del programa de gimnàstica.
En retirar-se passà a dirigir la seva pròpia companyia d'assegurances.